# シリーズ街
シリーズ・街（シリーズ・まち）は、日本のテレビドラマシリーズ。
木曜ドラマ (テレビ朝日)で1988年10月から1990年1月まで、ANN系列にて放映された。
都内・横浜・伊豆などを舞台に物語が展開されており、『夢に見た日々』のみ1クールの放送で同作以外は、1〜4話のドラマがラインナップされている。

## 作品
| 年     | 放送月日            | タイトル                 | 主演         | 脚本           | 舞台       |
| 1988年 | 10月20日 - 27日     | 表通りへぬける地図       | 麻生祐未     | 山田太一       | 原宿       |
| 1988年 | 11月3日 - 24日      | 夢いちりん               | 鹿賀丈史     | 市川森一       | 面影橋     |
| 1988年 | 12月1日 - 22日      | 冬の橋・愛しき日々よ     | 八千草薫     | 池端俊策       |            |
| 1989年 | 1月12日 - 26日      | 夢運河                   | 桃井かおり   | 早坂暁         | 隅田川     |
| 1989年 | 2月9日              | 湾岸通りの天使たち       | 竹下景子     | 金子成人       | 大井埠頭   |
| 1989年 | 3月2日 - 23日       | 問題の教師               | 堤真一       | 田向正健       | 東京都区部 |
| 1989年 | 4月13日 - 5月4日    | 二子玉川、轟酒店         | 田中邦衛     | 山田洋次       | 多摩川     |
| 1989年 | 5月11日 - 25日      | だまされたって愛されたい | 鹿賀丈史     | 松原敏春       | 渋谷       |
| 1989年 | 6月1日 - 15日       | パンは焼きたて           | 岸本加世子   | 筒井ともみ     | 本牧       |
| 1989年 | 6月29日 - 7月6日    | オモチャを抱いた大人たち | かたせ梨乃   | 田中晶子       | 多摩市     |
| 1989年 | 7月13日 - 8月17日   | ザ・校則                 | 名取裕子     | 小山内美江子   | 伊豆       |
| 1989年 | 8月24日 - 31日      | 六本木スキャンダル       | 村上弘明     | 山田信夫       | 六本木     |
| 1989年 | 9月7日 - 21日       | 幸福の黒いしっぽ         | すまけい     | ジェームス三木 | 永田町     |
| 1989年 | 10月19日 - 12月21日 | 夢に見た日々             | 千葉真一     | 山田太一       | 隅田川     |
| 1990年 | 1月4日 - 25日       | 川は泣いている           | いしだあゆみ | 倉本聰         |            |